# Grimmelhaus

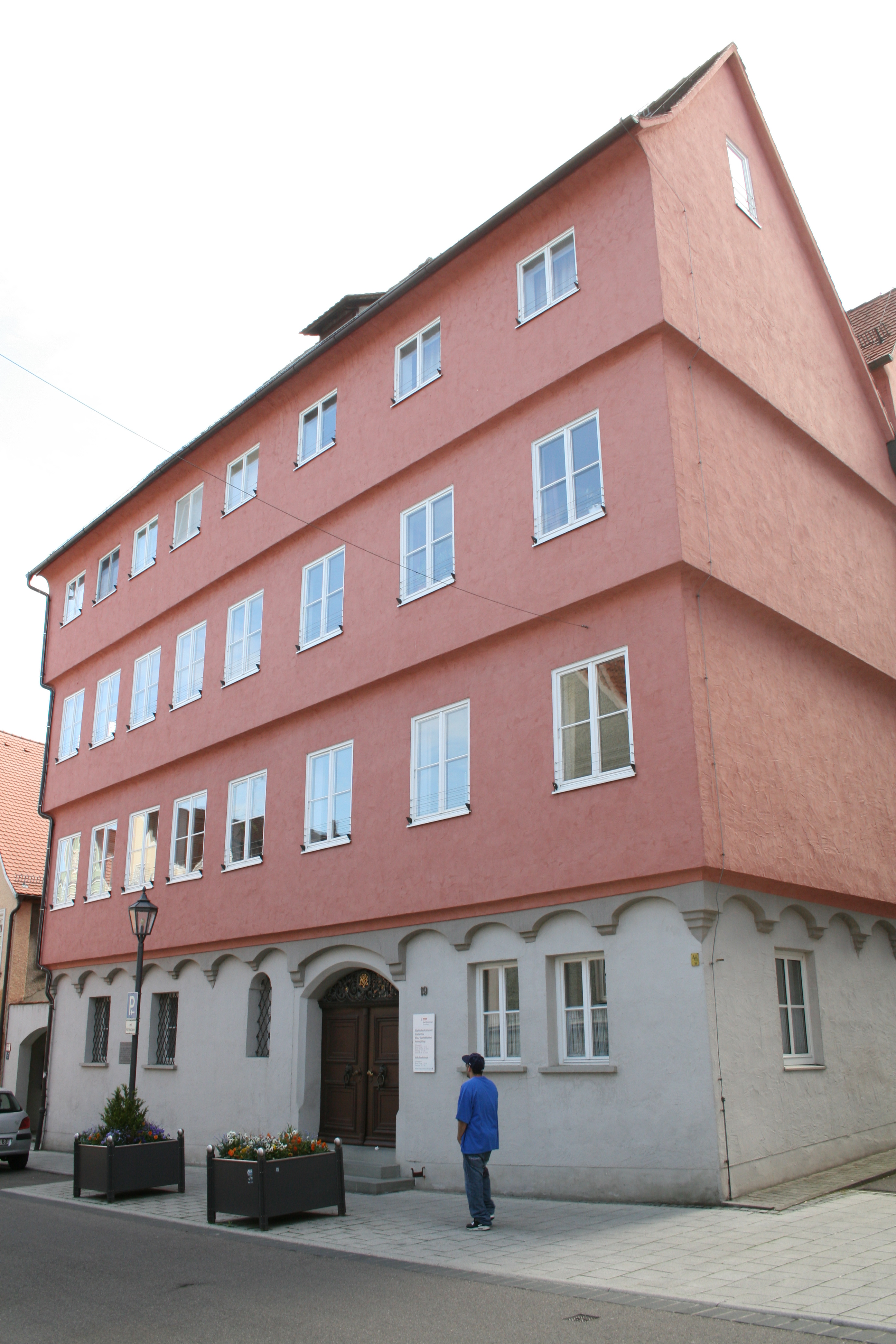
Das Grimmelhaus in Memmingen

Das Grimmelhaus ist ein nach dem Patriziergeschlecht der Grimmel benanntes Haus in der oberschwäbischen Stadt Memmingen.

## Geschichte
1485 war das Haus Eigentum des Patriziers Jörg Hutter. Mit seiner Tochter kam es Ende des 15. Jahrhunderts an die Patrizierfamilie Besserer. In diesem Haus beherbergte der Memminger Bürgermeister Jörg Besserer mehrfach Kaiser Maximilian; so im Jahre 1518. Wolf Dietrich Lupin übernahm das Haus aus dem Besitz der Besserer, aus dessen Familie seine zweite Ehefrau stammte. 1565 ist er als Eigentümer genannt. 1572 wird das Grimmelhaus in der Ulmer Vorstadt bereits mit Leitungswasser versorgt.
Der Patrizier David Grimmel übernahm das Haus aus dem Besitz der Familie seiner zweiten Ehefrau Anna Maria Lupin, Tochter des Memminger Stadtamtmannes Hans Sigmund Lupin, bald nach der Hochzeit mit dieser im Jahr 1623. So blieb das Haus bis zum Aussterben des Memminger Zweiges der Familie Grimmel in der zweiten Hälfte des 19. Jahrhunderts in deren Besitz.

## Lage
Das Haus steht nahe dem Ende der Ulmer Straße (Ulmer Straße 19) in der ehemaligen Ulmer Vorstadt. Zwei Häuser weiter nördlich endete die Vorstadt mit der Stadtmauer und dem Ulmer Tor.

## Baubeschreibung
Es wurde im 15. und 16. Jahrhundert erbaut und besitzt das für alte Memminger Häuser typische Stichbogenfries auf Konsolen. Die Obergeschosse sind vorkragend. Das stichbogige Portal besitzt ein reich mit Ranken und einem Monogramm verziertes Oberlicht aus dem ersten Viertel des 18. Jahrhunderts. Die vom Anfang des 18. Jahrhunderts stammenden Türklopfer haben die Form von Löwenköpfen mit Schlangen und wurden aus Messing in der Grimmelschen Hammermanufaktur gefertigt.
Im Erdgeschoss befindet sich ein Raum mit vier Kreuzgratgewölben und einem um 1500 eingebauten Mittelpfeiler mit einfachem Kämpfer. Die Stuckdecke aus der Zeit um 1730 weist Blatt- und Bandelwerk auf, das Treppenhaus dagegen lediglich schlichten Rahmenstuck. Im ersten Obergeschoss befinden sich sieben Türen mit geohrten Stöcken. Die Flügel tragen teilweise noch die alten Beschläge aus der Zeit um 1730. In einem von einer Zwischenwand unterbrochenen Raum des ersten Obergeschosses ist die Decke mit Ranken und Gittern aus der gleichen Zeit stuckiert. Der Fußbodenbelag aus Echtholzparkett enthält eine Intarsienrosette. Die Holzdecke mit diagonal angelegten Profilleisten wurde im 16. oder 17. Jahrhundert eingefügt. Im zweiten Obergeschoss befindet sich ein in drei Arkaden mit Stuckpilastern nach Süden geöffnetes Zimmer mit einer mit Stuck aus Bandelwerk, Blumen und Gittern verzierten Decke. Die Stuckdecke des Vorraums besteht nur aus schlichtem Bandelwerk. Die Holzdecke wurde ebenfalls im 16. oder 17. Jahrhundert eingezogen. Ein dreigeschossiges Rückgebäude mit Satteldach schließt sich an der Nordwestseite an.

## Nutzung
In dem Haus befinden sich das städtische Kulturamt, die Heimatpflege, die Wissenschaftliche Stadtbibliothek Memmingen und das Stadtarchiv Memmingen.